# Lotus Elite
De Elite is een auto van het Engelse automerk Lotus. Het gaat om twee productiemodellen en een conceptauto.
Het eerste model werd in 1957 geïntroduceerd op de London Motor Car Show en ging een jaar later in productie; de laatste auto werd in 1963 afgeleverd. Voor Lotus was het financieel geen succes: er werden dan wel ruim 1000 exemplaren gebouwd, maar allemaal met verlies vanwege de dure techniek die was geïnspireerd op racewagens. Voor de eigenaren betekende dit tevens hoge onderhoudskosten.
In 1973 werd opnieuw een model geïntroduceerd met de naam Elite. De luxe sportwagen zou de duurste auto worden die Lotus tot dan toe had geproduceerd. Het model bleef tot 1983 in productie.
In 2010 werd op de Paris Motor Show een conceptauto met de naam Elite getoond. De productie zou in 2014 moeten beginnen, maar in 2012 werd gemeld door de nieuwe Chinese eigenaar DRB-HICOM gemeld dat de ontwikkeling van het model was stopgezet.